# WPA-9-Ball-Weltmeisterschaft der Junioren 2012
Die WPA-9-Ball-Weltmeisterschaft der Junioren 2012 war die 21. Auflage der Junioren-Weltmeisterschaft in der Poolbillarddisziplin 9-Ball. Sie fand vom 5. bis 7. Dezember 2012 im Sauerland Stern Hotel in Willingen statt.
Der Taiwaner Liu Cheng-chieh wurde durch einen 9:5-Sieg im Finale gegen den Deutschen Tobias Bongers Weltmeister. Weltmeisterin wurde die Belgierin Kamila Khodjaeva durch einen 7:0-Sieg im Finale gegen Titelverteidigerin Oliwia Czupryńska.

## Medaillengewinner
| Disziplin   | Gold             | Silber            | Bronze            |
| ----------- | ---------------- | ----------------- | ----------------- |
| Junioren    | Liu Cheng-chieh  | Tobias Bongers    | Berk Mehmetcik    |
| Junioren    | Liu Cheng-chieh  | Tobias Bongers    | Moritz Lauwereyns |
| Juniorinnen | Kamila Khodjaeva | Oliwia Czupryńska | Karen García      |
| Juniorinnen | Kamila Khodjaeva | Oliwia Czupryńska | Kuo Szu-ting      |

## Junioren
Ab dem Viertelfinale wurde im K.-o.-System gespielt. Die acht Teilnehmer dieser Runde wurden im Doppel-K.-o.-System ermittelt.

|  | Viertelfinale     | Viertelfinale     |                 |   | Halbfinale | Halbfinale |  |  | Finale | Finale |
|  |                   |                   |                 |   |            |            |  |  |        |        |
|  | Liu Cheng-chieh   | 9                 |                 |   |            |            |  |  |        |        |
|  | Jan-Henrik Wolf   | 7                 |                 |   |            |            |  |  |        |        |
|  | Jan-Henrik Wolf   | 7                 | Liu Cheng-chieh | 9 |            |            |  |  |        |        |
|  |                   |                   | Liu Cheng-chieh | 9 |            |            |  |  |        |        |
|  |                   | Berk Mehmetcik    | 8               |   |            |            |  |  |        |        |
|  | Joshua Filler     | Berk Mehmetcik    | 8               | 5 |            |            |  |  |        |        |
|  | Joshua Filler     |                   |                 | 5 |            |            |  |  |        |        |
|  | Berk Mehmetcik    | 9                 |                 |   |            |            |  |  |        |        |
|  |                   |                   | Liu Cheng-chieh | 9 |            |            |  |  |        |        |
|  |                   | Tobias Bongers    | 5               |   |            |            |  |  |        |        |
|  | Aloysius Yapp     | 7                 |                 |   |            |            |  |  |        |        |
|  | Tobias Bongers    | 9                 |                 |   |            |            |  |  |        |        |
|  | Tobias Bongers    | 9                 | Tobias Bongers  | 9 |            |            |  |  |        |        |
|  |                   |                   | Tobias Bongers  | 9 |            |            |  |  |        |        |
|  |                   | Moritz Lauwereyns | 7               |   |            |            |  |  |        |        |
|  | Moritz Lauwereyns | Moritz Lauwereyns | 7               | 9 |            |            |  |  |        |        |
|  | Moritz Lauwereyns |                   |                 | 9 |            |            |  |  |        |        |
|  | Hsu Jui-an        | 4                 |                 |   |            |            |  |  |        |        |

## Juniorinnen
Ab dem Halbfinale wurde im K.-o.-System gespielt. Die vier Teilnehmer dieser Runde wurden im Doppel-K.-o.-System ermittelt.

|  | Halbfinale        | Halbfinale |                  |                   | Finale | Finale |
|  |                   |            |                  |                   |        |        |
|  |                   |            |                  |                   |        |        |
|  | Karen García      | 4          |                  |                   |        |        |
|  | Kamila Khodjaeva  | 7          |                  |                   |        |        |
|  |                   |            | Kamila Khodjaeva | 7                 |        |        |
|  |                   |            |                  | Oliwia Czupryńska | 0      |        |
|  | Kuo Szu-ting      | 3          |                  |                   |        |        |
|  | Oliwia Czupryńska | 7          |                  |                   |        |        |
|  |                   |            |                  |                   |        |        |